# Federation Square
Federation Square (ook: Fed Square) is een plein in Melbourne, Australië. Het wordt omgeven door de straten Flinders Street, St Kilda Road, Russell Street en de rivier de Yarra. Tegenover het plein bevindt zich het Flinders Street Station en St. Paul's Cathedral. Aan het plein bevinden zich kunstgalerijen, musea, restaurants en andere horecagelegenheden. Daarnaast zijn er grote open gebieden die gebruikt worden voor evenementen.

## Overzicht
Aan Federation Square bevindt zich het Australian Centre for the Moving Image, het Ian Potter Centre: NGV Australia van de National Gallery of Victoria en het Champions - Australian Racing Museum & Hall of Fame, waar allerlei voorwerpen uit de Australische racegeschiedenis tentoongesteld staan. Aan Federation Square bevindt zich ook een gebouw van de Special Broadcasting Service (SBS).
Het plein zelf is altijd geopend en vrij toegankelijk. De openingstijden van de gebouwen zijn verschillend. Het grootste open gebied van Federation Square heet The Square en het gedeelte naast het Ian Potter Centre: NGV Australia heet The Atrium.
Op de hoek bij Flinders Street en Swanston Street bevindt zich een ondergronds Visitor's Centre gericht op toeristen. Hiernaast worden vaak optredens gehouden door straatartiesten.

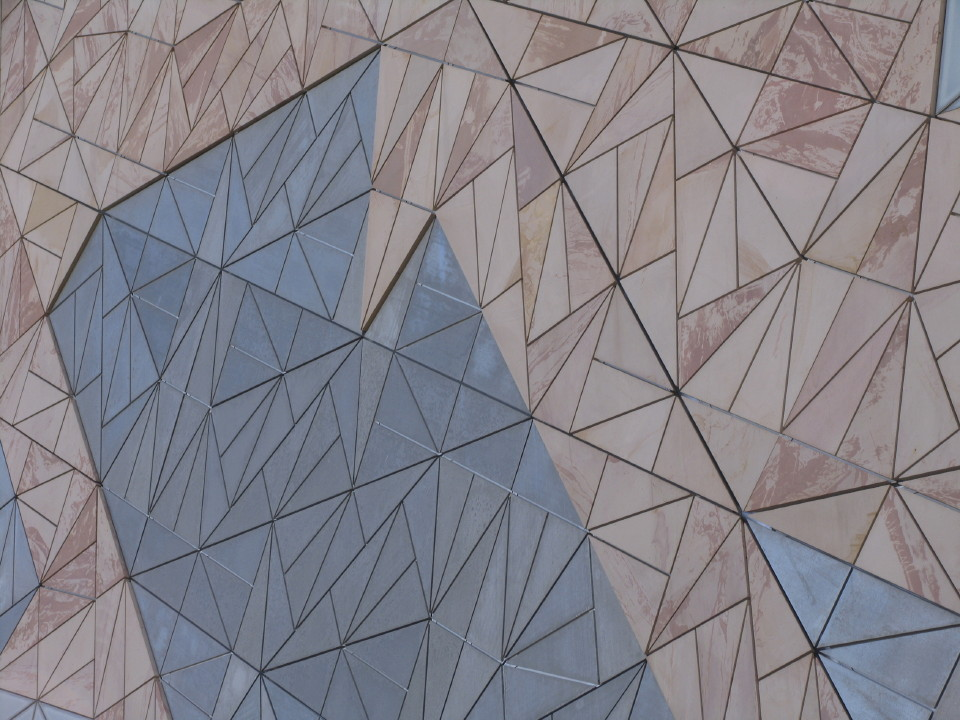
Façade van zandsteen
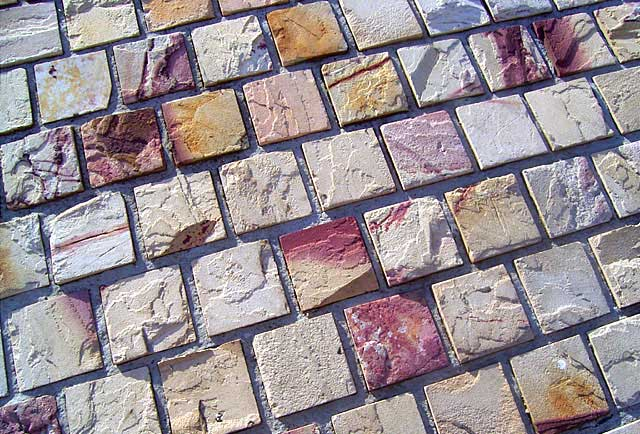
Betegeling van Federation Square
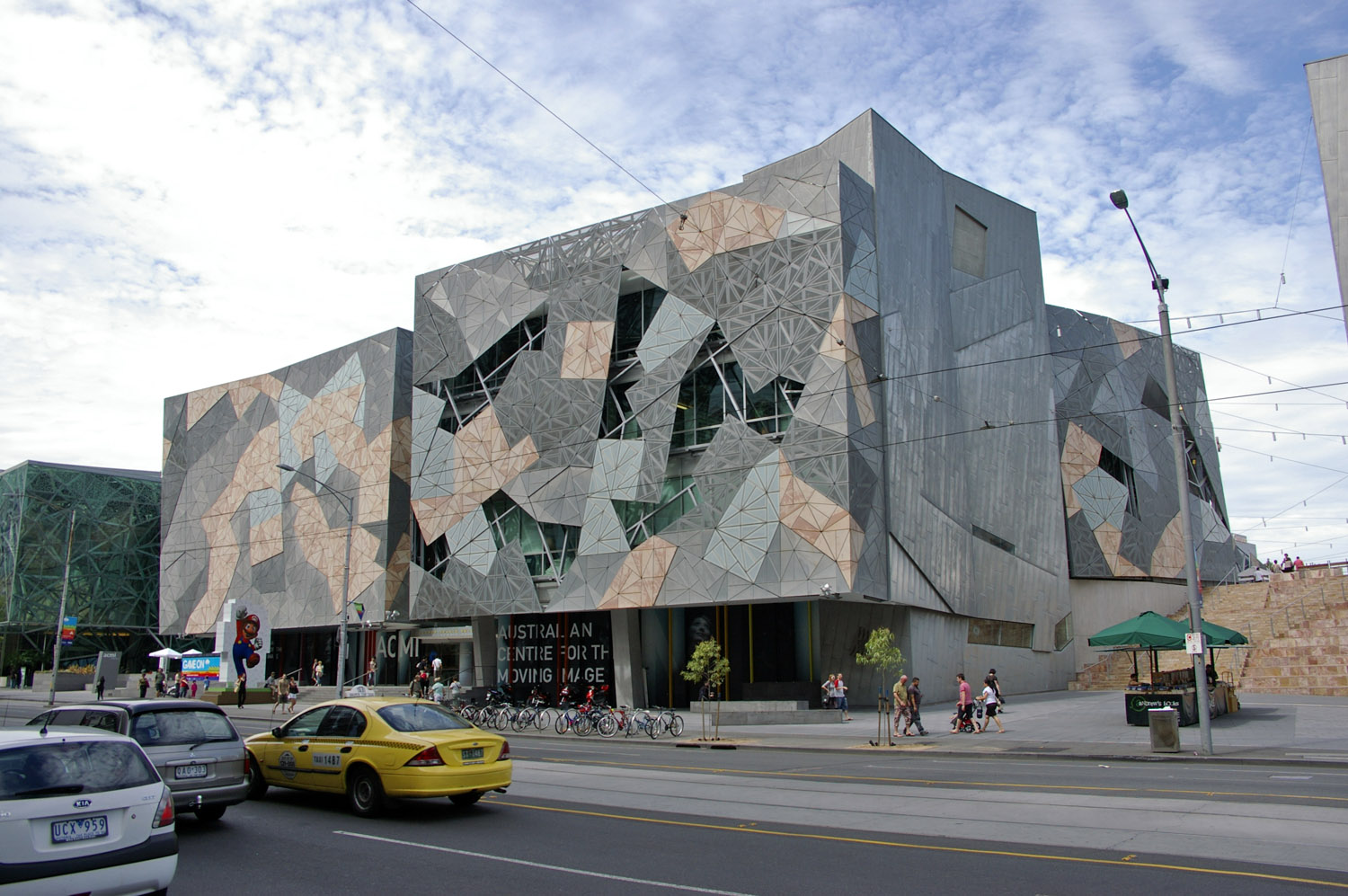
Australian Centre for the Moving Image

## Geschiedenis
Voor het ontwerp van het plein werd in 1997 een architectuurwedstrijd gehouden. Het plein zou worden aangelegd ter gelegenheid van het aankomende honderdjarige bestaan van de federatie van Australië op 1 januari 2001. In totaal waren er 177 inzendingen. De winnaars van de wedstrijd waren Lab Architecture Studio, van Peter Davidson en Don Bates, en Bates Smart. en Karres en Brands Landschapsarchitecten. Een deel van het ontwerp van Federation Square werd aangepast na een studie van Evan Walker om de historische aanblik van St. Paul's Cathedral te beschermen.
Om plaats te maken voor het plein werden in 1996 enkele gebouwen uit 1967 op die locatie gesloopt. Het aanleggen van het plein begon in 1998. Het plein werd geopend op 26 oktober 2002. Het heeft 440 miljoen Australische dollar gekost om Federation Square aan te leggen. Later werd het plein uitgebreid met Federation Wharf, het gedeelte bij de Yarra dat toegankelijk is vanaf Federation Square. Hier bevinden zich cafés en terminals voor riviercruises.
In 1998 werd het Federation Square Arts Program opgezet om kunstenaars te stimuleren kunstwerken te maken die tentoongesteld kunnen worden op Federation Square. In 2008 bezochten 8.4 miljoen mensen Federation Square en zo'n 55 miljoen mensen hebben Federation Square in totaal bezocht. Het behoort hiermee, samen met Queen Victoria Market en Crown Casino, tot de bestbezochte locaties in Melbourne. Federation Square eindigde in 2009 op de vijfde plaats in de lijst van lelijkste gebouwen ter wereld van de website Virtual Tourist. De architecten hebben ook zes maanden na de bekendwording van hun ontwerp geen werk gehad; ze ontvingen wel veel hatemail van critici.
Federation Square ontving vijf prijzen tijdens de Victorian Architecture Awards 2003, uitgereikt door het Australian Institute of Architects, waaronder de Victorian Architecture Medal.

## Foto's

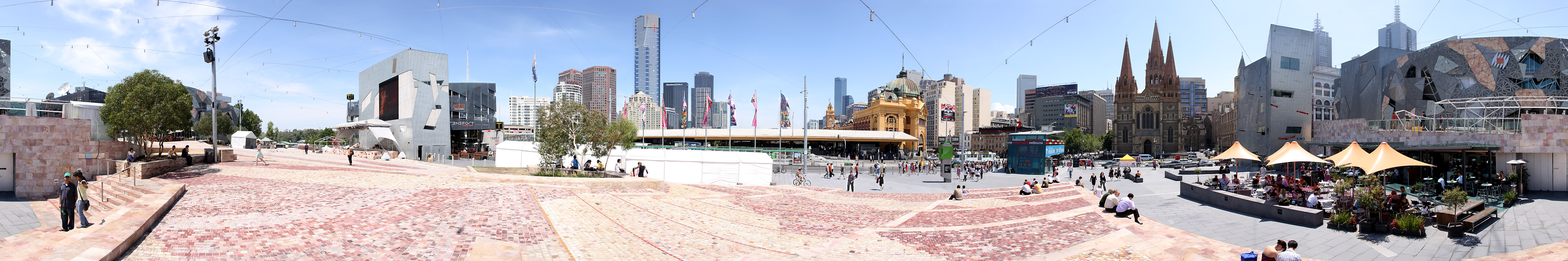
Panorama van 360° van Federation Square.

Federation Square, 's nachts.